# دمورست (جورجیا)
دمورست، جورجیا (به انگلیسی: Demorest, Georgia) یک شهر در ایالات متحده آمریکا با جمعیت ۱٬۸۲۳ نفر است که در جورجیا واقع شده‌است.

## موقعیت جغرافیایی
موقعیت جغرافیایی شهرها و مناطق اطراف به شرح زیر است: